# Großer Preis von Italien 1963
Der Große Preis von Italien 1963 (offiziell XXXIV Gran Premio d’Italia) fand am 8. September auf dem Autodromo Nazionale di Monza in Monza statt und war das siebte Rennen der Automobil-Weltmeisterschaft 1963.

## Berichte

### Hintergrund

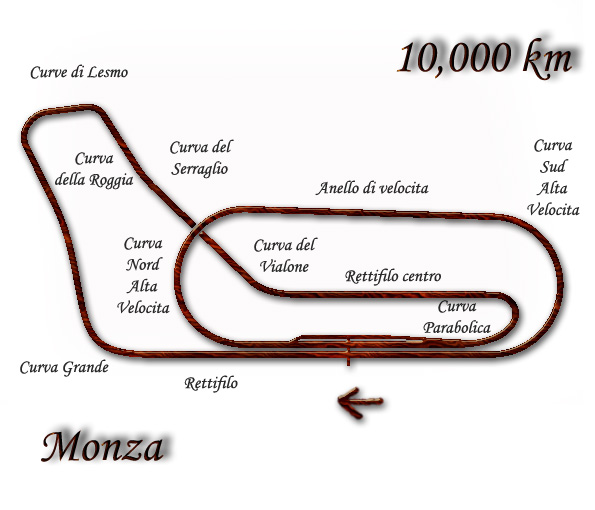
Die eigentlich vorgesehene Streckenführung, die im ersten Training noch verwendet wurde

Ursprünglich war von den Veranstaltern geplant, die gesamte Veranstaltung auf der 10 km langen Streckenvariante auszutragen. Die Streckenvariante mit den zwei Steilkurven wurde zuletzt 1961 von der Formel 1 genutzt. Im ersten Training wurden die Risse im Asphalt und der schlechte Gesamtzustand des Ovalteils bereits bemängelt. Die Risse führten zu mehreren Unfällen und Aufhängungsschäden und das zweite Training wurde aus denselben Gründen abgebrochen. Daraufhin legten die Organisatoren die 5,75 km lange Straßenkursvariante ohne die Steilkurven als Streckenführung für das restliche Rennwochenende fest.
Nachdem Ferrari einen Großteil der Saison den Ferrari 156/63 eingesetzt hatte, ging die nächste Ausbaustufe des Wagens an den Start, der Ferrari 156 Aero. Die für den Wagen charakteristische Haifischnase wurde entfernt und durch eine konventionelle Öffnung ersetzt, wie sie in ähnlicher Form auch die Fahrzeuge anderer Teams hatten. Außerdem wurde die Front des Wagens verlängert. Den Ferrari 156 Aero fuhr John Surtees, Teamkollege Lorenzo Bandini, der von Scuderia Centro Sud zu Ferrari gewechselt war, den alten Wagen.
Bei Lotus fiel Trevor Taylor wegen einer Verletzung, die er sich bei einem Unfall beim Gran Premio del Mediterraneo zugezogen hatte, für ein Rennen aus. Er wurde durch Mike Spence ersetzt. Spence debütierte in der Automobilweltmeisterschaft und fuhr ab dem Großen Preis von Großbritannien 1964 dauerhaft für Lotus als neuer Teamkollege von Jim Clark. Nach mehreren Rennen Pause kehrte A.T.S. zurück und meldete Phil Hill sowie Giancarlo Baghetti für den Grand Prix. Scirocco beendete nach dem Großen Preis von Italien die Saison, für ihren Fahrer Tony Settember war es die letzte Meldung bei einem Rennen der Automobilweltmeisterschaft.
Weitere Änderungen im Fahrerfeld gab es bei den Teams mit privaten Wagen und Kundenfahrzeugen. Für British Racing Partnership waren Jim Hall und Innes Ireland gemeldet. Ireland beendete anschließend die Saison. Bei Reg Parnell Racing fuhren Chris Amon und Mike Hailwood das letzte Mal einen Lola Mk4A. Der Wagen wurde nur noch ein weiteres Mal in der Automobilweltmeisterschaft gefahren. Die Scuderia Centro Sud setzte drei verschiedene Wagen für Maurice Trintignant, Mário de Araújo Cabral und Ernesto Brambilla ein. Trintignant und Cabral waren das letzte Mal für dieses Team gemeldet und beendeten anschließend die Saison. Für Brambilla war es die erste Meldung; erst 1969 folgte eine weitere. In beiden Fällen qualifizierte er sich jedoch nicht.
Masten Gregory und Bob Anderson fuhren das letzte Mal in ihren Karrieren einen Lotus und beendeten die Saison. Auch Ian Raby und André Pilette bestritten 1963 keine weiteren Grands Prix. Für Roberto Lippi war es der letzte Grand Prix im Rahmen der Automobilweltmeisterschaft.
Vor dem Großen Preis von Italien fanden drei nicht zur Weltmeisterschaft zählende Rennen statt. Clark gewann das Kanonloppet, Surtees den Gran Premio del Mediterraneo und Jack Brabham den erstmals stattfindenden Großen Preis von Österreich. Mit Phil Hill und Graham Hill nahmen zwei ehemalige Sieger am Rennen teil, bei den Konstrukteuren waren zuvor Lotus und Cooper jeweils einmal erfolgreich, Ferrari fünfmal.
In der Fahrerwertung führte Clark überlegen mit 20 Punkten Vorsprung auf Surtees. Alle Fahrer mit mindestens sechs Zählern hatten noch theoretische Chancen auf die Fahrerweltmeisterschaft, allerdings reichte Clark ein weiterer Sieg für den vorzeitigen Titelgewinn. Die Situation in der Konstrukteursweltmeisterschaft war vor dem Rennen ähnlich. Lotus hatte einen großen Vorsprung auf die Konkurrenz und ein weiterer Sieg hätte für das Team den Gewinn des Titels bedeutet.

### Training
Surtees dominierte das Training und erreichte seine erste Pole-Position der Saison. Mehr als eine Sekunde war er mit dem neuen Wagen schneller als der Zweitplatzierte Graham Hill, dessen Teamkollege Richie Ginther Vierter wurde. Clark, dessen Serie von vier Pole-Positions in Folge brach, qualifizierte sich zwischen den beiden B.R.M.-Fahrern auf Rang drei. Auf Platz fünf und sieben fuhren die Brabham-Fahrer Dan Gurney und Brabham; zwischen ihnen lag Bandini. Die ersten Zehn wurden von Bruce McLaren, Spence und Ireland komplettiert. Bester A.T.S. im Feld war der von Phil Hill auf Startplatz 14, die beiden Lola qualifizierten sich im hinteren Feld. Chris Amon verunfallte und verletzte sich dabei schwer. Er nahm daraufhin nicht am Rennen teil.
Das Starterfeld war auf 20 Fahrzeuge begrenzt. Aus diesem Grund schieden sieben Fahrer nach dem Training aus. Diese waren Cabral, Raby, Settember, Carel Godin de Beaufort, Brambilla, Pilette und Lippi. Baghetti, der vom letzten Platz ins Rennen ging, hätte die Qualifikation zugunsten von Cabral verpasst, da seine Zeit schlechter war. Allerdings erhielt er dennoch eine Starterlaubnis und Cabral qualifizierte sich nicht.

### Rennen

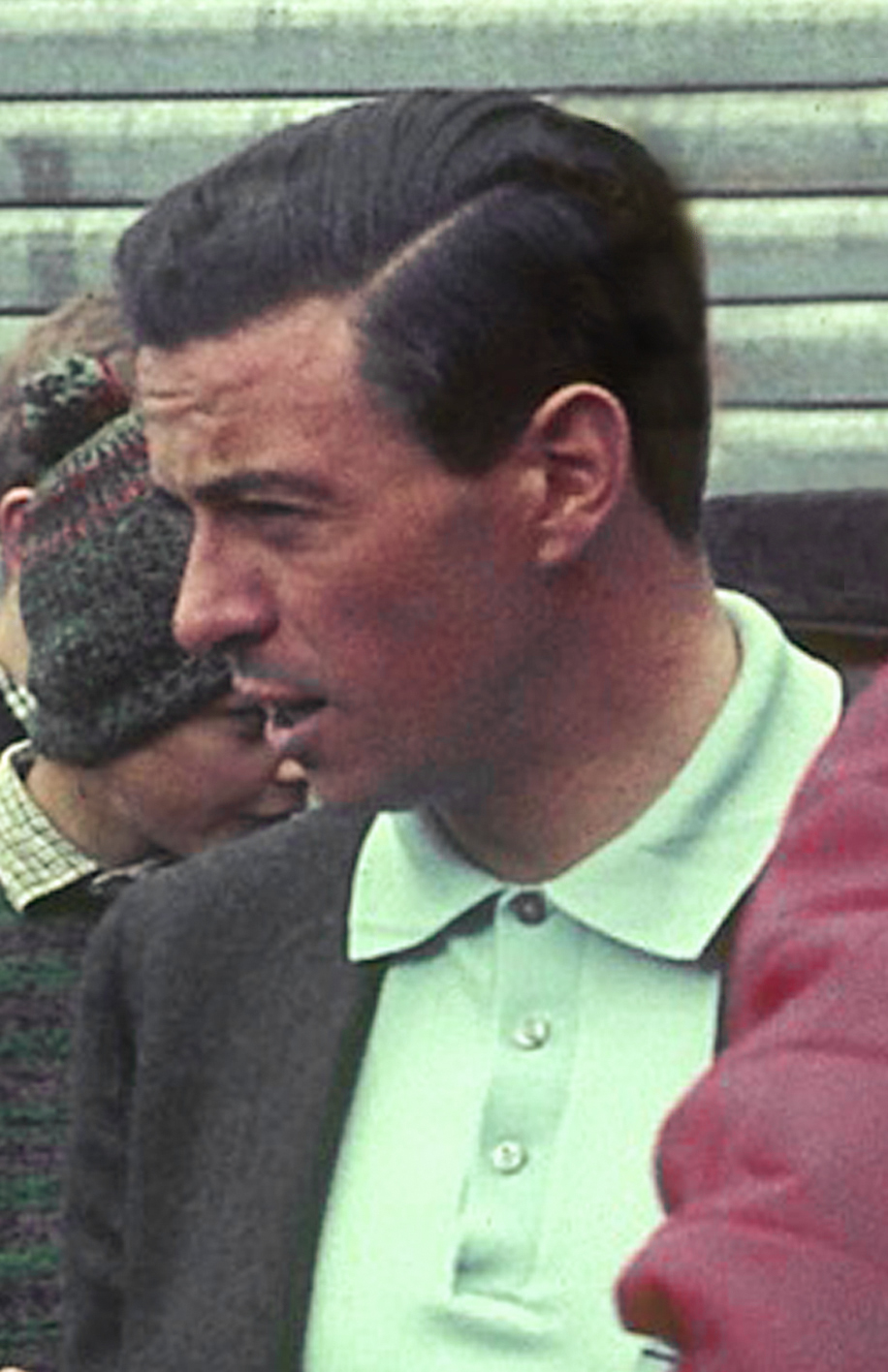
Weltmeister 1963: Jim Clark

Die Hochgeschwindigkeitsstrecke in Monza war erneut von Windschattenduellen und einer Vielzahl von Führungswechseln sowie Überholmanövern geprägt. Clark und Graham Hill setzten sich am Start gegen Surtees durch, Graham Hill führte nach der ersten Rennrunde. Daraufhin überholte Surtees Clark und attackierte Graham Hill. Nach vier Runden gelang ihm ein Überholmanöver gegen Graham Hill und Clark profitierte in dieser Situation mit einer Verbesserung auf Rang zwei. Surtees und Clark duellierten sich daraufhin um die Führung, während der Abstand zu Graham Hill kontinuierlich anwuchs. In Runde 16 schied Surtees mit Motorschaden aus und Clark übernahm erstmals im Rennen den ersten Rang, die Position, die er benötigte, um vorzeitig Weltmeister zu werden.
Nach 23 Runden entwickelte sich an der Spitze ein Dreikampf zwischen Clark, Graham Hill und Dan Gurney. Graham Hill führte für drei Runden das Rennen an, anschließend überholte Gurney beide Kontrahenten. Clark wurde bereits in der nächsten Runde wieder Erster, fiel dann aber erneut hinter Graham Hill und Gurney zurück. Viermal wechselte die Führung anschließend zwischen diesen beiden Fahrern innerhalb von nur fünf Runden, bevor Clark wieder an der Spitze war. Der Dreikampf dauerte weiter an und alle drei Fahrer wechselten in jeder weiteren Rennrunde die Positionen, bis Graham Hill mit einem Schaden an der Kupplung zurückfiel. Zuvor waren bereits Gregory, Bandini und Jo Siffert mit technischen Problemen ausgeschieden. Noch weitere fünf Führungswechsel fanden zwischen Clark und Gurney statt, bevor Gurney mit einem fehlerhaften Kraftstoffsystem ausschied. Er wurde noch auf Platz 14 gewertet. Der Ausfall seiner beiden Konkurrenten erlaubte Clark das Tempo zu verringern, wodurch Ginther ihn überholte, der allerdings zu diesem Zeitpunkt bereits eine Runde Rückstand auf Clark hatte.
Mit über zwei Minuten Rückstand siegte Clark und gewann drei Rennen vor Saisonende vorzeitig seine erste Fahrerweltmeisterschaft. Zum vierten Mal in der Saison fuhr Clark die schnellste Rennrunde. Clark gewann in den folgenden Jahren keinen Großen Preis von Italien mehr, Lotus erst wieder 1972. Dies waren die ersten Titelgewinne für Lotus, da das Team auch die Konstrukteursweltmeisterschaft mit diesem Sieg sicherte. Auf der Ehrenrunde saß Teambesitzer Colin Chapman auf dem Heck des Wagens und hatte den Siegerpokal in den Händen, während er von Clark um die Strecke gefahren wurde. Der Lotus 25 war das erste Fahrzeug mit Monocoque in der Automobilweltmeisterschaft, mit dem ein Titel gewonnen wurde. In den folgenden Jahren übernahm auch die Konkurrenz diese erfolgreiche Bauweise. Zweiter des Rennens war Ginther vor McLaren, Ireland, Brabham und Maggs.
In der Fahrerwertung baute Clark seinen Vorsprung uneinholbar auf 27 Punkte aus. Ginther verbesserte sich auf Rang zwei vor Surtees. In der Konstrukteurswertung betrug der Vorsprung von Lotus auf die Konkurrenz 23 Punkte, BRM war neuer Zweite vor Ferrari.

## Meldeliste
| Team                        | Nr. | Fahrer                  | Chassis          | Motor           | Reifen |
| --------------------------- | --- | ----------------------- | ---------------- | --------------- | ------ |
| Scuderia Ferrari SpA SEFAC  | 02  | Lorenzo Bandini         | Ferrari 156/63   | Ferrari 1.5 V6  | D      |
| Scuderia Ferrari SpA SEFAC  | 04  | John Surtees            | Ferrari 156 Aero | Ferrari 1.5 V6  | D      |
| Team Lotus                  | 06  | Mike Spence             | Lotus 25         | Climax 1.5 V8   | D      |
| Team Lotus                  | 08  | Jim Clark               | Lotus 25         | Climax 1.5 V8   | D      |
| Owen Racing Organisation    | 10  | Richie Ginther          | BRM P57          | BRM 1.5 V8      | D      |
| Owen Racing Organisation    | 12  | Graham Hill             | BRM P61          | BRM 1.5 V8      | D      |
| Owen Racing Organisation    | 12  | Graham Hill             | BRM P57          | BRM 1.5 V8      | D      |
| A.T.S.                      | 14  | Giancarlo Baghetti      | A.T.S. 100       | A.T.S. 1.5 V8   | D      |
| A.T.S.                      | 16  | Phil Hill               | A.T.S. 100       | A.T.S. 1.5 V8   | D      |
| Cooper Car Company          | 18  | Bruce McLaren           | Cooper T66       | Climax 1.5 V8   | D      |
| Cooper Car Company          | 20  | Tony Maggs              | Cooper T66       | Climax 1.5 V8   | D      |
| Brabham Racing Organisation | 22  | Jack Brabham            | Brabham BT3      | Climax 1.5 V8   | D      |
| Brabham Racing Organisation | 24  | Dan Gurney              | Brabham BT7      | Climax 1.5 V8   | D      |
| Ecurie Maarsbergen          | 28  | Carel Godin de Beaufort | Porsche 718      | Porsche 1.5 B4  | D      |
| British Racing Partnership  | 30  | Jim Hall                | Lotus 24         | BRM 1.5 V8      | D      |
| British Racing Partnership  | 32  | Innes Ireland           | BRP Mk1          | BRM 1.5 V8      | D      |
| Scirocco-Powell             | 34  | Tony Settember          | Scirocco 01      | BRM 1.5 V8      | D      |
| Reg Parnell Racing          | 38  | Chris Amon              | Lola Mk4A        | Climax 1.5 V8   | D      |
| Reg Parnell Racing          | 40  | Mike Hailwood           | Lola Mk4         | Climax 1.5 V8   | D      |
| Tim Parnell                 | 42  | Masten Gregory          | Lotus 24         | BRM 1.5 V8      | D      |
| Scuderia Settecolli         | 44  | Roberto Lippi           | De Tomaso F1-002 | Ferrari 1.5 V6  | D      |
| André Pilette               | 46  | André Pilette           | Lotus 18/21      | Ferrari 1.5 V6  | D      |
| DW Racing Enterprises       | 48  | Bob Anderson            | Lola Mk4         | Climax 1.5 V8   | D      |
| Ian Raby Racing             | 50  | Ian Raby                | Gilby 62         | BRM 1.5 V8      | D      |
| Siffert Racing Team         | 54  | Joseph Siffert          | Lotus 24         | BRM 1.5 V8      | D      |
| Rob Walker Racing Team      | 58  | Joakim Bonnier          | Cooper T66       | Climax 1.5 V8   | D      |
| Rob Walker Racing Team      | 58  | Joakim Bonnier          | Cooper T60       | Climax 1.5 V8   | D      |
| Scuderia Centro Sud         | 62  | Ernesto Brambilla       | Cooper T53       | Maserati 1.5 L4 | D      |
| Scuderia Centro Sud         | 64  | Mário de Araújo Cabral  | Cooper T60       | Climax 1.5 V8   | D      |
| Scuderia Centro Sud         | 66  | Maurice Trintignant     | BRM P57          | BRM 1.5 V8      | D      |

Anmerkungen
1. 1 2  Graham Hill fuhr den BRM P61 mit der Nummer 12 in den Trainingssitzungen und im Rennen.
2. 1 2  Bonnier fuhr den Cooper T66 mit der Nummer 58 in den Trainingssitzungen und im Rennen.

## Klassifikationen

### Startaufstellung
| Pos. | Fahrer                  | Konstrukteur      | Zeit       | Ø-Geschwindigkeit | Start |
| ---- | ----------------------- | ----------------- | ---------- | ----------------- | ----- |
| 01   | John Surtees            | Ferrari           | 1:37,3     | 212,74 km/h       | 01    |
| 02   | Graham Hill             | B.R.M.            | 1:38,5     | 210,15 km/h       | 02    |
| 03   | Jim Clark               | Lotus-Climax      | 1:39,0     | 209,09 km/h       | 03    |
| 04   | Richie Ginther          | B.R.M.            | 1:39,2     | 208,67 km/h       | 04    |
| 05   | Dan Gurney              | Brabham-Climax    | 1:39,2     | 208,67 km/h       | 05    |
| 06   | Lorenzo Bandini         | Ferrari           | 1:40,1     | 206,79 km/h       | 06    |
| 07   | Jack Brabham            | Brabham-Climax    | 1:40,4     | 206,18 km/h       | 07    |
| 08   | Bruce McLaren           | Cooper-Climax     | 1:40,5     | 205,97 km/h       | 08    |
| 09   | Mike Spence             | Lotus-Climax      | 1:40,9     | 205,15 km/h       | 09    |
| 10   | Innes Ireland           | BRP-B.R.M.        | 1:41,6     | 203,74 km/h       | 10    |
| 11   | Joakim Bonnier          | Cooper-Climax     | 1:41,9     | 203,14 km/h       | 11    |
| 12   | Masten Gregory          | Lotus-B.R.M.      | 1:42,1     | 202,74 km/h       | 12    |
| 13   | Tony Maggs              | Cooper-Climax     | 1:42,2     | 202,54 km/h       | 13    |
| 14   | Phil Hill               | A.T.S.            | 1:42,7     | 201,56 km/h       | 14    |
| 15   | Joseph Siffert          | Lotus-B.R.M.      | 1:43,3     | 200,39 km/h       | 15    |
| 16   | Jim Hall                | Lotus-B.R.M.      | 1:43,8     | 199,42 km/h       | 16    |
| 17   | Mike Hailwood           | Lola-Climax       | 1:43,9     | 199,23 km/h       | 17    |
| 18   | Bob Anderson            | Lola-Climax       | 1:44,2     | 198,66 km/h       | 18    |
| 19   | Maurice Trintignant     | B.R.M.            | 1:44,4     | 198,28 km/h       | 19    |
| 20   | Giancarlo Baghetti      | A.T.S.            | 1:46,8     | 193,82 km/h       | 20    |
| 21   | Chris Amon              | Lola-Climax       | keine Zeit | –                 | –     |
| DNQ  | Mário de Araújo Cabral  | Cooper-Climax     | 1:44,8     | 197,52 km/h       | –     |
| DNQ  | Ian Raby                | Gilby-B.R.M.      | 1:45,1     | 196,96 km/h       | –     |
| DNQ  | Tony Settember          | Scirocco-B.R.M.   | 1:45,9     | 195,47 km/h       | –     |
| DNQ  | Carel Godin de Beaufort | Porsche           | 1:46,4     | 194,55 km/h       | –     |
| DNQ  | Ernesto Brambilla       | Cooper-Maserati   | 1:50,3     | 187,67 km/h       | –     |
| DNQ  | André Pilette           | Lotus-Climax      | 1:53,7     | 182,06 km/h       | –     |
| DNQ  | Roberto Lippi           | De Tomaso-Ferrari | 2:03,9     | 167,07 km/h       | –     |

### Rennen
| Pos. | Fahrer              | Konstrukteur   | Runden | Stopps | Zeit        | Start | Schnellste Runde |
| ---- | ------------------- | -------------- | ------ | ------ | ----------- | ----- | ---------------- |
| 01   | Jim Clark           | Lotus-Climax   | 86     | 0      | 2:24:19,6   | 03    | 1:38,9           |
| 02   | Richie Ginther      | B.R.M.         | 86     | 0      | + 1:35,0    | 04    | 1:39,9           |
| 03   | Bruce McLaren       | Cooper-Climax  | 85     | 0      | + 1 Runde   | 08    | 1:40,9           |
| 04   | Innes Ireland       | BRP-B.R.M.     | 84     | 0      | + 2 Runden  | 10    | 1:40,4           |
| 05   | Jack Brabham        | Brabham-Climax | 84     | 0      | + 2 Runden  | 07    | 1:40,8           |
| 06   | Tony Maggs          | Cooper-Climax  | 84     | 0      | + 2 Runden  | 13    | 1:42,0           |
| 07   | Joakim Bonnier      | Cooper-Climax  | 84     | 0      | + 2 Runden  | 11    | 1:41,0           |
| 08   | Jim Hall            | Lotus-B.R.M.   | 84     | 0      | + 2 Runden  | 16    | 1:41,3           |
| 09   | Maurice Trintignant | B.R.M.         | 83     | 0      | + 3 Runden  | 19    | 1:41,1           |
| 10   | Mike Hailwood       | Lola-Climax    | 82     | 0      | + 4 Runden  | 17    | 1:41,8           |
| 11   | Phil Hill           | A.T.S.         | 79     | 0      | + 7 Runden  | 14    | 1:42,9           |
| 12   | Bob Anderson        | Lola-Climax    | 79     | 0      | + 7 Runden  | 18    | 1:41,8           |
| 13   | Mike Spence         | Lotus-Climax   | 73     | 0      | + 13 Runden | 09    | 1:41,3           |
| 14   | Dan Gurney          | Brabham-Climax | 64     | 0      | + 22 Runden | 05    | 1:39,2           |
| 15   | Giancarlo Baghetti  | A.T.S.         | 63     | 0      | + 23 Runden | 20    | 1:44,7           |
| –    | Graham Hill         | B.R.M.         | 59     | 0      | DNF         | 02    | 1:39,3           |
| –    | Joseph Siffert      | Lotus-B.R.M.   | 41     | 0      | DNF         | 15    | 1:43,3           |
| –    | Lorenzo Bandini     | Ferrari        | 37     | 0      | DNF         | 06    | 1:39,9           |
| –    | Masten Gregory      | Lotus-B.R.M.   | 26     | 0      | DNF         | 12    | 1:42,5           |
| –    | John Surtees        | Ferrari        | 16     | 0      | DNF         | 01    | 1:39,6           |
| DNS  | Chris Amon          | Lola-Climax    | –      | –      | –           | –     | –                |

## WM-Stände nach dem Rennen
Die ersten sechs des Rennens bekamen 9, 6, 4, 3, 2, 1 Punkte. Es zählten nur die sechs besten Ergebnisse aus zehn Rennen. In der Konstrukteurswertung zählten dabei nur die Punkte des bestplatzierten Fahrers eines Teams.

### Fahrerwertung
| Pos. | Fahrer                  | Konstrukteur                  | Punkte |
| ---- | ----------------------- | ----------------------------- | ------ |
| 01   | Jim Clark               | Lotus-Climax                  | 51     |
| 02   | Richie Ginther          | B.R.M.                        | 24     |
| 03   | John Surtees            | Ferrari                       | 22     |
| 04   | Bruce McLaren           | Cooper-Climax                 | 14     |
| 05   | Graham Hill             | B.R.M.                        | 13     |
| 06   | Dan Gurney              | Brabham-Climax                | 12     |
| 07   | Tony Maggs              | Cooper-Climax                 | 9      |
| 08   | Innes Ireland           | BRP-B.R.M / Lotus-B.R.M.      | 6      |
| 09   | Jack Brabham            | Brabham-Climax / Lotus-Climax | 5      |
| 10   | Gerhard Mitter          | Porsche                       | 3      |
| 11   | Jim Hall                | Lotus-B.R.M.                  | 3      |
| 12   | Joakim Bonnier          | Cooper-Climax                 | 3      |
| 13   | Lorenzo Bandini         | B.R.M.                        | 2      |
| 14   | Trevor Taylor           | Lotus-Climax                  | 1      |
| 15   | Carel Godin de Beaufort | Porsche                       | 1      |
| 16   | Joseph Siffert          | Lotus-B.R.M.                  | 1      |
| 17   | Ludovico Scarfiotti     | Ferrari                       | 1      |

| Pos. | Fahrer                 | Konstrukteur               | Punkte |
| ---- | ---------------------- | -------------------------- | ------ |
| 18   | Chris Amon             | Lola-Climax                | 0      |
| 19   | Maurice Trintignant    | Lotus-Climax / Lola-Climax | 0      |
| 20   | Tony Settember         | Scirocco-B.R.M.            | 0      |
| 21   | Mike Hailwood          | Lotus-Climax               | 0      |
| 22   | Bernard Collomb        | Lotus-Climax               | 0      |
| 23   | Masten Gregory         | Lotus-B.R.M.               | 0      |
| 24   | Phil Hill              | Lotus-B.R.M / A.T.S.       | 0      |
| 25   | Bob Anderson           | Lola-Climax                | 0      |
| 26   | John Campbell-Jones    | Lola-Climax                | 0      |
| 27   | Mike Spence            | Lotus-Climax               | 0      |
| 28   | Giancarlo Baghetti     | A.T.S.                     | 0      |
| –    | Willy Mairesse         | Ferrari                    | 0      |
| –    | Ian Burgess            | Scirocco-B.R.M.            | 0      |
| –    | Lucien Bianchi         | Lola-Climax                | 0      |
| –    | Ian Raby               | Gilby-B.R.M                | 0      |
| –    | Mário de Araújo Cabral | Cooper-Climax              | 0      |

### Konstrukteurswertung
| Pos. | Konstrukteur   | Punkte  |
| ---- | -------------- | ------- |
| 01   | Lotus-Climax   | 51 (52) |
| 02   | B.R.M.         | 28      |
| 03   | Ferrari        | 22      |
| 04   | Cooper-Climax  | 21      |
| 05   | Brabham-Climax | 15      |
| 06   | BRP-B.R.M.     | 6       |

| Pos. | Konstrukteur    | Punkte |
| ---- | --------------- | ------ |
| 07   | Lotus-B.R.M.    | 4      |
| 08   | Porsche         | 4      |
| 09   | Scirocco-B.R.M. | 0      |
| 10   | Lola-Climax     | 0      |
| 11   | A.T.S.          | 0      |
| –    | Gilby-B.R.M.    | 0      |